# Mirror (Scandal)
Mirror è il decimo album in studio del gruppo musicale giapponese Scandal, pubblicato nel 2022.

## Tracce
1. MIRROR – 3:45 (testo: Rina – musica: Mami)
2. eternal – 3:41 (testo: Rina – musica: Mami, Satori Shiraishi)
3. Ai ni Naranakatta no sa (愛にならなかったのさ; It Didn't Turn Out to Be True Love) – 4:17 (testo: Mami – musica: Mami,Kouhei Munemoto)
4. Kanojo wa Wave (彼女はWave; She Is a Wave) – 3:25 (testo: Rina – musica: Rina)
5. Ai no Shoutai (愛の正体; Love's True Colors) – 4:25 (testo: Tomomi – musica: Tomomi,Satori Shiraishi)
6. Ivory (アイボリー) – 4:21 (testo: Mami – musica: Mami,Kouhei Munemoto)
7. Yuugure, Tokeru (夕暮れ、溶ける; Dusk Is Melting) – 4:00 (testo: Haruna – musica: Haruna,Hibiki Nishikawa)
8. Ao no Naru Yoru no Sukima de (蒼の鳴る夜の隙間で; In the Gaps of the Blue, Echoing Night) – 3:14 (testo: Rina – musica: Rina,Hibiki Nishikawa)
9. Prism (プリズム) – 4:02 (testo: Rina – musica: Tomomi,Kouhei Munemoto)
10. one more time – 4:08 (testo: Rina – musica: Mami,Yuta Hashimoto)
11. Living in the City (CD Bonus Track) – 5:06 (testo: Tomomi – musica: Tomomi)
12. SPICE (CD Bonus Track) – 3:44 (testo: Rina – musica: Mami)

## Formazione
- Haruna – voce, chitarra
- Mami – chitarra, cori, voce in "Ivory"
- Tomomi – basso, cori, voce in "Ai No Shoutai" e "Living in the City"
- Rina – batteria, cori, voce in "Kanojo wa wave"